# Біографічний метод
Біографічний метод — спосіб вивчення літератури на підставі виявлення її зв'язку з біографією письменника, яка розглядається як визначальний чинник художньої творчості. Інколи пов'язаний з абсолютизованим запереченням стильових напрямів, шкіл, обстоює суб'єктивне, імпресіоністичне тлумачення тексту.
Біографічний метод відомий здавна («Порівняльні життєписи» Плутарха, «Життєпис найславетніших митців, скульпторів та архітекторів» Дж. Базарі, герменевтика Ф.-Е.-Д. Шлейєрмахера, соціологічні настанови О. Конта тощо), але в науковий обіг його запровадив й успішно використовував французький поет і критик Ш. О. Сент-Бев. У його працях (тритомні «Літературно-критичні портрети», 1836–1839; п'ятнадцятитомні «Бесіди щопонеділка», 1851–1862; п'ятитомний «Пор-Рояль», 1840–1859) було проаналізовано історію письменства, яку дослідник інтерпретував як «виповнене захопленням читання», необхідне «для з'ясування розмаїтих фактів, власне добре написаних біографій великих людей» за рахунок естетичної вартості їхніх творів, акцентував на постаті письменника, його генеалогії, позамистецьких явищах — приватних листах, розмовах, щоденниках тощо. Побутові обставини, випадкові зустрічі, мінливі душевні стани, властивості психіки митця були для Ш. О. Сент-Бева чинниками, що зумовлюють своєрідність літературного твору чи доробку, пов'язану зі звичками певного автора, «прикріпленого… до землі», до «реального існування».
Таку концепцію з прагненням до універсалізації, висвітленням спадкоємності письменника, що відповідала настановам тогочасної історичної критики та зароджуваної психологічної школи, не сприймали прибічники соціальної критики, зокрема В. Бєлінський, А. Луначарський, почасти Г. Плеханов. Водночас Ш. О. Сент-Бев у статті, присвяченій Ж. Ж. Амперу, підтвердив практику порівняльного літературознавства, поширювану на біографічний метод і зорієнтовану на виявлення типологічних паралелей у творчості письменників, висвітлення їх духовної спорідненості, «специфічної близькості […] духовних кланів». Результати дослідження творчості окремих письменників дослідник подавав у їх літературних портретах.
Методологічні принципи Ш. О. Сент-Бева використав данський критик Георг Брандес («Головні течії в європейській літературі XIX ст.», 1872–1890), назвавши свій спосіб аналізу історико-психологічним; у тлумаченні приділяв увагу ідеологічним чинникам та національно-культурному контексту художньої дійсності. Його досвід перейняв Н. Котляревський («Старовинні портрети», 1907), переконаний, що кожна літературна подія «мусить поціновуватися передусім як документ свого часу і як документ, що пояснює психіку поета».
Різновидом втілення біографічного методу вважають праці І. Тена, який, розглядаючи закони взаємодії історичних та літературних процесів, доповнив теорію Ш. О. Сент-Бева поняттями «раса», «географічне середовище», «момент», заклав підвалини культурно-історичної школи та соціологічної критики, однак недооцінював специфіку таланту як неповторного феномену.
Спробу відновити традицію літературного портрета (В. Шекспір, Й.-В. Гете, Вольтер, І. Тургенєв, Ф. Достоєвський, Л. Толстой, М. Горький) здійснив Г. Брандес, поєднавши культурно-історичну методологію І. Тена з теорією Ш. О. Сент-Бева. Однак він не завжди розкривав специфіку зв'язків письменника і довкілля, яке породжувало у творчій уяві нові образи, інколи нехтував національною ментальністю письменства. Особливо вразливим було його припущення, що досліднику треба «наближати до нас чужоземне, так що нам легше засвоїти його, і віддаляти від нас наше власне, так що ми можемо споглядати його здалеку, в загальному».
Натомість інші прихильники біографічного методу звільняли життєпис митця від сторонніх впливів, окреслювали імпресіоністичними прийомами іманентні характеристики його особистості задля виявлення «потаємного духу». Таку позицію поділяли французький історик Г. Лансон, російський критик Ю. Айхенвальд (почасти — О. Веселовський), німецький літературознавець Е. Ерматінгер. Поширилася імпресіоністична есеїстика, представлена працями А. Саймонса, Дж. Сантаяни, А. Франса, Р. де Гурмона, М. Кузміна, С. Маковського.
До традиції біографічного методу звертався німецький психолог Р. Мюллер-Фрайєнфельс, висвітлюючи психологічні типи письменників з огляду на їх твори.
В Україні цей метод притаманний працям В. Горленка, М. Чалого, М. Петрова, С. Балея, особливо О. Огоновського, який поєднав його з бібліографічним принципом в «Історії літератури руської». Біографічний метод позначився і на окремих дослідженнях, зокрема шевченкознавчих Івана Франка, зумовивши прагнення дослідника відтворити «живий образ Кобзаря на тлі свого часу й своєї суспільності» («Причинки до оцінення поезії Т. Шевченка», 1881).
У радянський період біографічний метод був названий «буржуазним», вульгаризувався, трактувався як другорядний у вивченні творчості письменника, життєпис якого розглядали з позамистецьких класових позицій.
Засади біографічного методу вплинули на художню літературу, спричинили появу біографії як жанру («Тарасові шляхи» Оксани Іваненко) чи белетризованої біографії на зразок твору «Романи Куліша» В. Петрова (Домонтовича). Отже, був започаткований жанр біографічного роману, основою якого стали документальні свідчення про видатну особу, цілісне її життя чи його фрагмент.